# Eiximén de Foces
Eiximén de Foces (també apareix com a Eximino o Eximen) va ser un poderós cavaller i ric-home aragonès, procurador general del Regne de València (del 1258 al 1259), senyor de Foces, senyor de Tales (Castelló). Era fill d'Ato I de Foces a qui acompanyà en la Conquesta de València i li fou donada en feu l'alqueria de Tales, que feu repoblar amb famílies de Terol, i la vila d'Onda. Després del 1242, Tales fou donada a Guillem de Rocafort.
Quan el rei Jaume I d'Aragó preparava la croada a Terra Santa, Eiximén I de Foces li donà en préstec 32.000 sous jaquesos, rebent com a garantia del deute la jurisdicció de diverses viles del Regne d'Aragó.
Va donar el castell i vila de Sant Miquel de Foces, Coscullano i Loscertales a l'Orde de l'Hospital, per tal que s'hi construís un convent amb l'obligació de mantenir-hi un comanador i tretze monjos preveres de la dita ordre.
El seu fill Ato II de Foces morí abans que ell, l'any 1302.